# 乔治·斯穆特
乔治·菲茨杰拉德·斯穆特三世（英語：George Fitzgerald Smoot III，1945年2月20日—），美国天体物理学家、宇宙学家，伯克利加州大学物理学教授、香港科技大學物理學系講座教授暨基礎物理學研究中心主任。乔治·斯穆特和约翰·马瑟因“发现了宇宙微波背景辐射的黑体形式和各向异性”而分享了2006年诺贝尔物理学奖。
這個使用COBE（Cosmic Background Explorer 宇宙背景探測）衛星的工作，有助於鞏固宇宙大爆炸理论。據諾貝爾獎委員會的記載，"此 COBE 計畫，堪稱是宇宙學步入精確科學的一個起點".
他是加州大学伯克利分校的物理学教授。2003年，他获得了阿尔伯特·爱因斯坦奖章。

## 傳記

### 學歷
1966年獲得麻省理工學院雙學士學位（數學和物理）；1970年獲得麻省理工學院粒子物理學博士學位。

### 初期研究
喬治·斯穆特不久转投宇宙学的研究，并前往劳伦斯伯克利国家实验室继续他的研究。在劳伦斯伯克利国家实验室，他与路易斯·阿尔瓦雷茨合作进行了HAPPE实验，利用一个平流层气球来探测大气层上部的反物质。
随后，他对阿諾·彭齊亞斯和羅伯特·威爾遜于1964年发现的宇宙微波背景輻射产生了兴趣（CMB）。当时，有许多关于宇宙结构等充满争议的基本问题。 一些宇宙学模型推测宇宙是一个不停旋转的整体，因此宇宙微波背景輻射就会受到影响：观察的方向不同，它的温度就应该不同。
在路易斯·阿尔瓦雷茨和理查德·穆勒的帮助下，斯穆特制作了一个辐射差值测量计，用于观测两个夹角为60度的方向上宇宙微波背景輻射的差别。
这个儀器被安装在洛克西德的 U-2 偵察機上，并成功地测定了宇宙的整体旋转是零（不超出仪器的精确范围）。同时，这个仪器探测到了宇宙微波背景輻射温度上另一种形式的变化——偶极各向异性。
這個偶極的圖案（宇宙微波背景輻射在天空的一侧温度较高，另一侧的温度则较低）是一种地球相對於微波背景辐射的運動带来的多普勒效应，它被称作最后散射面。 
这个多普勒效應产生的原因是由于太陽（实际上整个银河系）并非静止的，而是以接近于600 km/s的速度相对最后散射面运动。这可能是由我们星系和巨引源（又被称为“大引力子”）之间的万有引力引起的。

### 參與 COBE
怎樣才能得到宇宙微波背景輻射黑體譜的完整譜形？怎樣才能檢測出微乎其微的宇宙微波背景輻射的異向性？馬瑟和斯穆特領導的研究團組決心要解決這兩個難題。
1974 年，约翰·马瑟提議發射專門用於探索宇宙背景的衛星，宇宙背景探測者（Cosmic Background Explorer，簡稱 COBE 衛星），對微波背景進行探測。提議獲得 NASA 的批准。NASA 最初打算用太空梭將 COBE 衛星送入太空。
但 1986 年挑戰者號失事後，太空梭停飛數年，COBE 衛星的前途莫測。為了能讓 COBE 早日飛上天，馬瑟和斯穆特與同事們專門爭取到一枚火箭，最終於 1989 年11月將 COBE 衛星送入太空。馬瑟作為 COBE 衛星科學項目的首席科學家自始至終領導和協調了 COBE 的觀測以及對 COBE 觀測資料的分析研究。
借助 COBE 衛星，馬瑟領導的研究團組，首次完成了對宇宙微波背景輻射的太空觀測，精確地測量出宇宙微波背景輻射各個波長的黑體譜形。利用太空的有利條件，他們一次完成了各個波長上的測量。彌補了過去由許多人的觀測結果拼湊出並不完整的黑體譜這一遺憾。
他們對 COBE 衛星測量結果進行分析計算後發現， COBE 衛星觀測到的宇宙微波背景輻射譜與溫度為 2.74K 的黑體輻射譜非常符合，與大爆炸宇宙學所預言的結果非常一致。換句話說，他們更精確地驗證了宇宙微波背景輻射的黑體譜形的特徵。
在 COBE 衛星項目中，斯穆特主要負責測量微波背景輻射微小的溫度波動。
1977 年，以斯穆特為首的天文學家小組，曾經將靈敏輻射儀放置在退役的 U2 高空偵察機上，在大氣層上面飛行，得到了關於背景輻射中溫度變化的第一個證據，叫做偶极各向异性現象。天空的微波輻射在沿著地球運動的方向熱一些，在反方向冷一些。這是由於地球隨著太陽在宇宙當中向前穿行所產生的。
我們的地球繞著太陽運行，太陽繞著銀河系的中心轉動，銀河繫在本星系群中運動，本星系群又朝室女座星系團運動。本星系群相對於宇宙微波背景輻射的運動速度是最快的。偶极各向异性是一種多普勒效應，並不是宇宙微波背景輻射本身的各向异性。
斯穆特在 1977 年觀測的基礎上，設計了一個叫做差動微波輻射計（Differential Microwave Radiometer，簡稱 DMR）的特殊的精度更高的儀器，放置在 COBE 衛星上。
DMR 由 3.3mm、5.7mm 和 9.6mm 三個不同射電波長的三個輻射計組成。在這三個波長上，宇宙微波背景輻射的強度大大高於其他波長的強度。
斯穆特又為這個儀器設計了一對天線，使用這對天線去測量兩個不同天區的溫度差，能夠測出 1% 的溫度差，獲得比其他輻射計精度更高的觀測結果。
1992 年 4 月，斯穆特激動地宣佈了，他們利用 COBE 衛星的觀測結果—發現了期待已久的宇宙微波背景中的微弱的異向性現象，這是在 1 億光年大小的天區內的熱的和冷的變化。這些區域內的溫度變化相對於平均溫度為 2.74K 的微波背景來說，變化幅度僅有百萬分之六。這微弱的溫度起伏是由引力起伏造成的，也就是由物質密度的不均勻造成的。
馬瑟和斯穆特領導的團組，利用 COBE 衛星所進行的觀測和研究，更精確、也更全面地驗證了宇宙微波背景輻射的兩個特徵，他們的工作使宇宙學的研究，進入了一個更為精確的新時代。
約翰·馬瑟和喬治·斯穆特獲得2006年諾貝爾物理學獎。他們於2006年12月10日，赴斯德哥尔摩接受諾貝爾獎評審委員會對他們的頒獎。